# Malpartida de Plasencia
Malpartida de Plasencia (extremadurai nyelven Malpartía de Prasencia) település Spanyolországban, Cáceres tartományban. Malpartida de Plasencia Cañaveral, Plasencia, Gargüera de la Vera, Tejeda de Tiétar, Toril, Serradilla és Mirabel községekkel határos. Lakosainak száma 4673 fő (2024).

## Népesség
A település népessége az elmúlt években az alábbi módon változott:
| Lakosok száma | 4272 | 4279 | 4410 | 4627 | 4716 | 4707 | 4673 | 4602 | 4637 | 4673 |
|               | 2001 | 2004 | 2006 | 2009 | 2011 | 2014 | 2016 | 2019 | 2021 | 2024 |